# Liste des titres musicaux numéro un en Autriche en 1968
Cette page liste les titres numéro un dans les meilleures ventes de disques en Autriche pour l'année 1968

## Classement des singles
| №  | Date         | Artiste                      | Titre                           |
| -- | ------------ | ---------------------------- | ------------------------------- |
| 1  | 15 janvier   | Bee Gees                     | Massachusetts                   |
| 2  | 15 février   | Adriano Celentano            | Eravamo in 100.000              |
| 3  | 15 mars      | John Fred & His Playboy Band | Judy in Disguise (With Glasses) |
| 4  | 15 avril     | John Fred & His Playboy Band | Judy in Disguise (With Glasses) |
| 5  | 15 mai       | The Beatles                  | Lady Madonna                    |
| 6  | 15 juin      | Peter Alexander              | Delilah                         |
| 7  | 15 juillet   | Louis Armstrong              | What a Wonderful World          |
| 8  | 15 août      | The Small Faces              | Lazy Sunday                     |
| 9  | 15 septembre | Manfred Mann                 | My Name Is Jack                 |
| 10 | 15 octobre   | Adriano Celentano            | Azzurro                         |
| 11 | 15 novembre  | The Beatles                  | Hey Jude                        |
| 12 | 15 décembre  | Leapy Lee                    | Little Arrows                   |